# Mesotonie
Unter Mesotonie versteht man die Förderung der mittleren Teile eines Organs oder einer Pflanze. Darunter kann als Beispiel die starke Entwicklung von Seitenzweigen in der Mitte von Ästen verstanden werden. In der Forstbotanik versteht man darunter speziell die Förderung der Knospengröße und damit der Seitentrieblänge in der Mitte der Jahrestriebe. Neben Mesotonie wird Akrotonie und Basitonie unterschieden.